# 埃莉诺霍利斯夫人学校
埃莉诺•霍利斯夫人学校（Lady Eleanor Holles School，通常缩写为LEH或LEHS）是一间位于英国伦敦汉普顿的独立全日制女子学校。它是女子学校协会的成员。

## 历史
学校成立于1711年，当时根据克莱尔第二伯爵约翰•霍利斯的女儿，埃莉诺•霍利斯夫人的遗嘱，为该学校的资产建立了一个基督信托基金。遗嘱中规定，来自夫人房产的资金应当用于建立一所学校“以培育优雅正直的女性”。起初学校位于圣吉尔斯，在伦敦金融城的克里普门区，其原址有一块在巴比肯人行道的牌匾作为标记。之后学校又开辟了城区内其它校舍，直到1878年，学校搬迁到东哈克尼区的马街。这栋建筑是现在的伦敦时尚学院。
目前在汉普顿的校舍是专门为学校建造，于1937年12月7日由艾丽斯公主，格洛斯特公爵夫人举行仪式启用。建筑设计好像字母E的形状。
普遍认为，学校成立于1711年，但记录显示它在1710年甚至更早之前已经存在活动。学校最近在伦敦的圣保罗大教堂庆祝了成立300周年。
根据优秀学校指南，埃莉诺•霍利斯夫人学校是“当之无愧的英国顶尖女子学校之一”。它还指出，学校“因优秀的学术成就，女性成就，高级设施以及优秀生源而备受推崇。”

## 设施
学校的设施包括体育馆，游泳馆，泰晤士河上的船屋，运动场，网球场，无板篮球场，田径设施，科学实验室，现代语言实验室，设计和科技房，具备一流剧院的艺术中心，电脑室和学习资源中心。

## 课外活动
学校以赛艇，网球和曲棍球而闻名。也有蹦床，曲棍球，无挡板篮球，网球，体操，田径，圆场，游泳，赛艇和击剑运动队。学校内的俱乐部包括国际特赦组织，国际象棋俱乐部，辩论协会，基督教联盟，合唱团，管弦乐和室内乐团体。2010年学校合唱团“霍利斯歌手”赢得了年度BBC青年合唱团称号。这所学校取得了许多高品质成就，有些甚至闻名全球。他们的体育对手是圣保罗女子学校。